# مهرجان باريس السينمائي
مهرجان باريس السينمائي هو مهرجان سينمائي يُقام سنويًا في باريس، فرنسا. أُطلق في عام 1986 كمهرجان موجه للشباب. في عام 2002 سحبت الحكومة المحلية التمويل، وغيرته إلى مهرجان باريس السينمائي.

## روابط خارجية
- مهرجان باريس السينمائي على موقع IMDb (الإنجليزية)